# Fenomen de Gibbs

Aproximació funcional de l'ona quadrada mitjançant 5 harmònics.

Aproximació funcional de l'ona quadrada utilitzant 25 harmònics.

En matemàtiques, el fenomen de Gibbs, descobert per Henry Wilbraham (1848) i redescobert per J. Willard Gibbs, és el comportament oscil·latori de la sèrie de Fourier d'una funció periòdica diferenciable contínuament per trossos al voltant d'una discontinuïtat de salt. La funció {\displaystyle N} sèrie parcial de Fourier (formada sumant la seva {\displaystyle N} sinusoides constituents més baixos) produeix grans pics al voltant del salt que sobrepassen i per sota dels valors reals de la funció. Aquest error d'aproximació s'acosta a un límit d'aproximadament el 9% del salt a mesura que s'utilitzen més sinusoides, encara que la suma infinita de la sèrie de Fourier finalment convergeix gairebé a tot arreu excepte el punt de discontinuïtat.

Aproximació funcional de l'ona quadrada utilitzant 125 harmònics.

El fenomen de Gibbs va ser observat per físics experimentals, però es creia que es devia a imperfeccions en l'aparell de mesura, i és una de les causes d'artefactes ondulants en el processament del senyal.
El fenomen de Gibbs implica tant el fet que les sumes de Fourier sobrepassen en una discontinuïtat de salt, com que aquest sobrepassament no s'extingeix a mesura que s'afegeixen termes més sinusoidals.
Les tres imatges de la dreta mostren el fenomen d'una ona quadrada (d'alçada {\displaystyle {\tfrac {\pi }{4}}}) la sèrie de Fourier és{\displaystyle \sin(x)+{\frac {1}{3}}\sin(3x)+{\frac {1}{5}}\sin(5x)+\dotsb .}Més precisament, aquesta ona quadrada és la funció {\displaystyle f(x)} que iguala {\displaystyle {\tfrac {\pi }{4}}} entre {\displaystyle 2n\pi } i {\displaystyle (2n+1)\pi } i {\displaystyle -{\tfrac {\pi }{4}}} entre {\displaystyle (2n+1)\pi } i {\displaystyle (2n+2)\pi } per a cada nombre enter {\displaystyle n}; així aquesta ona quadrada té una discontinuïtat de salt d'alçada {\displaystyle {\tfrac {\pi }{2}}} a cada múltiple enter de {\displaystyle \pi }.
A mesura que s'afegeixen més termes sinusoïdals, l'error de la sèrie parcial de Fourier convergeix a una alçada fixa. Però com que l'amplada de l'error continua reduint-se, l'àrea de l'error i, per tant, l'energia de l'error, convergeix a 0. Derivar la fórmula del límit de l'error per a l'ona quadrada revela que l'error supera l'alçada de l'ona quadrada {\displaystyle ({\tfrac {\pi }{4}})} per{\displaystyle {\frac {1}{2}}\int _{0}^{\pi }{\frac {\sin t}{t}}\,dt-{\frac {\pi }{4}}={\frac {\pi }{2}}\cdot (0.089489872236\dots )}o al voltant del 9% del salt. De manera més general, en qualsevol discontinuïtat d'una funció diferenciable contínuament a trossos amb un salt de {\displaystyle a}, el {\displaystyle N} La sèrie parcial de Fourier serà (per {\displaystyle N} molt gran) sobrepassa aquest salt per un error que s'acosta {\displaystyle a\cdot (0.089489872236\dots )} en un extrem i per sota de la mateixa quantitat a l'altre extrem; per tant, el "salt" de la sèrie parcial de Fourier serà aproximadament un 18% més gran que el salt de la funció original. A la discontinuïtat, la sèrie parcial de Fourier convergirà al punt mitjà del salt (independentment del valor real de la funció original a la discontinuïtat). La quantitat{\displaystyle \int _{0}^{\pi }{\frac {\sin t}{t}}\ dt=(1.851937051982\dots )={\frac {\pi }{2}}+\pi \cdot (0.089489872236\dots )}que es coneix com la constant de Wilbraham-Gibbs.